# Kloster Wollin
Das Kloster Wollin war ein Zisterzienserinnen-Kloster, das vom 13. bis zum 16. Jahrhundert in der Stadt Wollin  auf der Insel Wollin in Pommern  bestand.

## Geschichte
Das  Zisterzienserinnen-Kloster Wollin wurde im Jahr 1288 vom pommerschen Herzog Bogislaw IV. mit Zustimmung seiner Brüder Barnim II. und Otto I. in der Stadt Wollin auf der nordöstlich  des Stettiner Haffs gelegenen Insel Wollin zum Andenken an seine verstorbenen Eltern gestiftet. Es war ein Tochterkloster des Zisterzienserinnen-Klosters in Stettin, mit dessen Nonnen es zuerst besetzt wurde. Die Gründung des Klosters einschließlich der ihm geschenkten  Wolliner Kirchen wurde im selben Jahr vom Camminer Bischof Hermann von Gleichen  und im Jahr 1297 noch einmal vom Camminer Bischof Peter bestätigt. Gleichzeitig mit der Klostergründung hatte der Stadtrat zu Wollin den Nonnen den „Borchwall“ vor der Stadt als Baugelände  für die Errichtung ihrer Klosteranlage überlassen und ihnen darüber hinaus genehmigt, unter ihrem Gesinde auch Schuhmacher, Wollweber und Gerber für den eigenen Bedarf zu halten. Im Jahr 1306 wurde das Nonnenkloster jedoch mit Genehmigung des Rats an eine andere, neu angekaufte  Stelle am Wasser und innerhalb der Bewehrung der Stadt (juxta aquas infra plancas civitatis) verlegt.
Vom Kloster Wollin aus wurde in den Jahren  1302 und 1303  als  Filiale  das Kloster Krummin auf der Insel Usedom mit Nonnen besetzt, das neben dem wenige Jahre später nach Pudagla verlegten Kloster Grobe das zweite auf Usedom ansässige Kloster war.
Im Jahr 1317 verlieh Herzog Wartislaw IV. dem Kloster Wollin das Patronat über die Stadtschule und die Küsterei von Wollin, so dass die Äbtissin und der Klosterprobst den Küster und den Schullehrer einzusetzen hatten.
Einer der  Hauptzwecke des Nonnenklosters in Wollin war nicht zuletzt die Versorgung unverheirateter Töchter des pommerschen Adels. Herzog Bogislaw selber brachte  im Jahre 1299 seine Tochter Jutta in dem Kloster unter, die dort   1366 – folglich nach einem Klosteraufenthalt von 67 Jahren Dauer – verstarb. Sie war  Äbtissin des Klosters geworden.  Im Jahr 1490 machte Herzog Bogislaw X. seine schöne Schwester, Prinzessin Maria, zur Äbtissin, obwohl diese nach eigenem Bekunden der Verheiratung mit einem Adligen den Vorzug gegeben hätte. Sie machte sich unter anderem auch insofern um Pommern verdient,  als sie Johannes Bugenhagen förderte und ihn studieren ließ.   Kurz vor der Reformation  wurde noch Hypolita Gräfin  von Eberstein von ihren Brüdern, die die Herrschaft Naugard in Pommern besaßen, in das Kloster Wollin gegeben.
Nachdem  auf einem  zu Treptow an der Rega im Dezember 1534 abgehaltenen  Landtag die pommerschem Herzöge die Annahme der lutherischen Lehre beschlossen hatten, fehlte es dem Kloster an Nachwuchs, und die Nonnen starben allmählich aus. Um das Jahr 1560 wurde das Kloster aufgelöst, und seine Besitzungen gingen an das landesherrliche Amt Wollin über.